# Єжи Жечицький
Єжи Жечицький гербу Яніна (пол. Jerzy Rzeczycki; пом. 15 серпня 1649) — польський шляхтич, військовик, протестант (кальвініст), урядник Королівства Польського.

## Життєпис
Син коронного інстигатора Анджея Жечицького (пом. 1608) та його дружини Анни з Опоровських.
1597 року записався до університету (Франкфурт-на-Одері), 1599 року перебував у Базелі. Після повернення додому служив у війську. З 20 грудня 1603 року — ужендівський староста, посаду відступила мати. Брав участь у військових кампаніях. 24 квітня 1634 року був на «пописі» шляхти під Львовом. 15 серпня 1644 на провінційному синоді кальвіністів у Хмільнику був обраний до складу делегації, яка мала висловити подяку королю за організацію «колоквіум харитативум». Під час Зборівської виправи за планами мав разом із князем Самуелем Каролем Корецьким на чолі 7 000 вояків вирушити до Збаража. 
Загинув у сутичці з татарами, захищаючи переправу відділів коронного війська через річку Стрипу 15 серпня 1649 року.
Був власником поселень у Червоній Русі, зокрема, Перемишлян (1623 року Перемишляни отримали магдебурзьке право), Борщева. 9 грудня 1627 року король дозволив йому відступити королівщини у Львівському повіті на користь Александера з Бахоричів Стадніцького (зокрема, Поріччя, Вельополе, Стрільче (Стшальче), Залісся, Карачинів, Вороців).
Мав близькі контакти з Богуславом, який за волею свого стрия призначив А. Жечицького в 1641 році головним економом своїх маєтків (був від 24 червня 1641 до 24 червня 1642 року), та Кшиштофом Радзивіллами.